# Аллергия на арахис

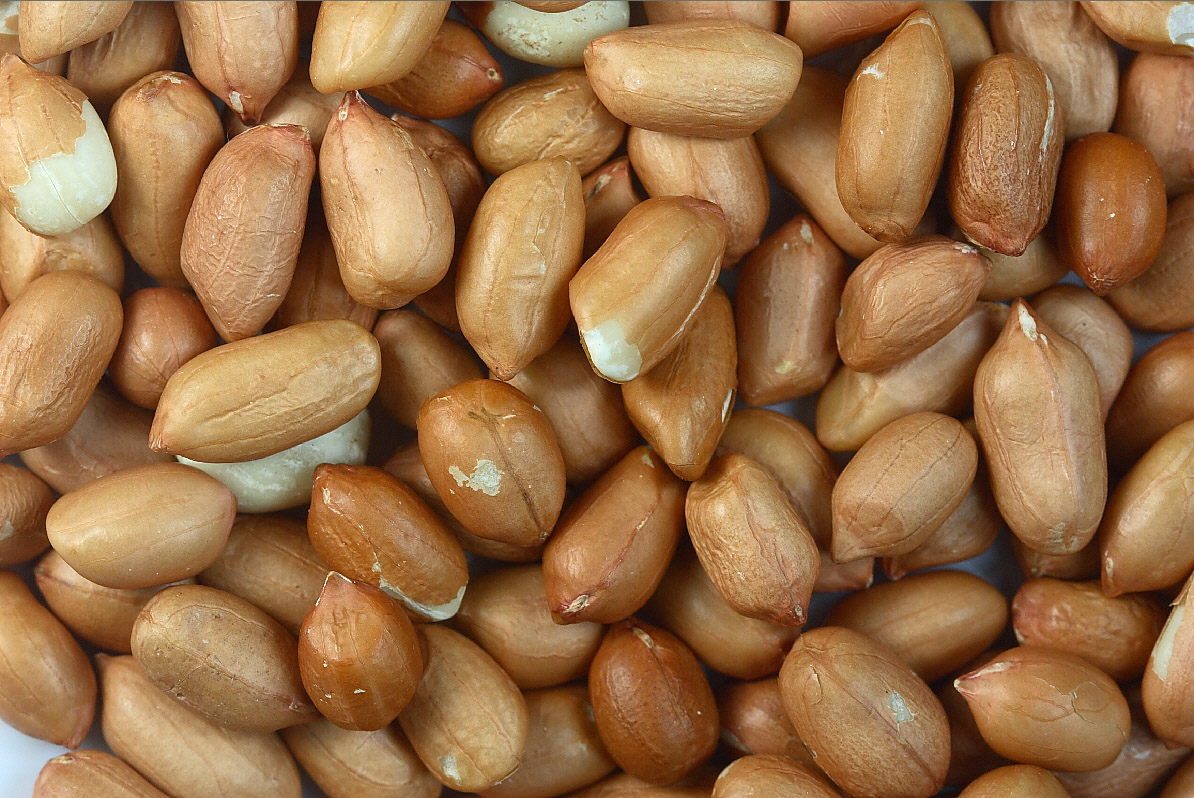
Очищенный арахис в шелухе

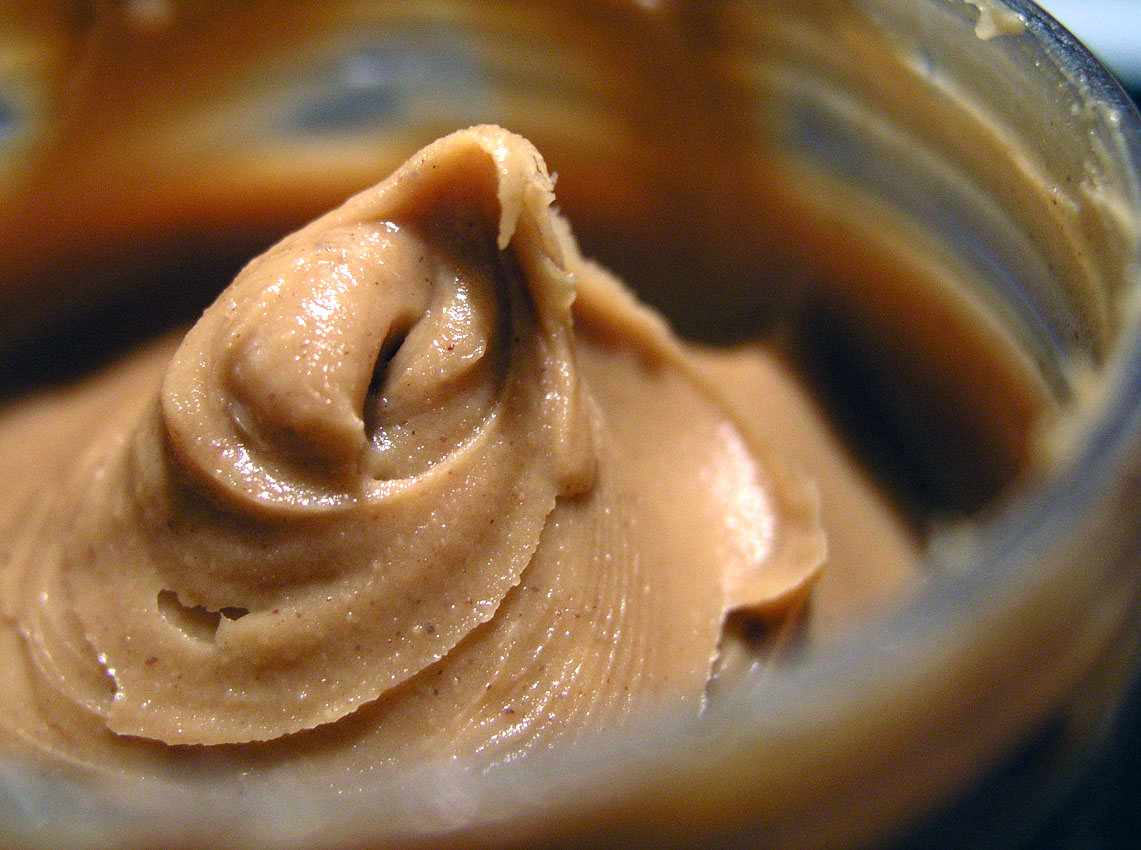
Арахисовая паста

Аллергия на арахис — аллергическая реакция на вещества, содержащиеся в арахисе и продуктах его переработки. Стала острой социальной проблемой в 1990-х годах в США и других англоязычных странах; произошло увеличение количества людей, считающих, что они страдают аллергией на арахис. Несмотря на то, что данные медицинской статистики не подтверждают такое увеличение, чрезмерное внимание к этой теме со стороны СМИ привело к спорным запретам на все арахисовые продукты во многих медицинских и школьных учреждениях.
Арахис считают одним из самых тяжёлых[уточнить] и аллергенных продуктов питания. Физические симптомы аллергической реакции могут включать: зуд, крапивницу, экзему, отеки лица, чихание, астму, боль в животе, снижение артериального давления, остановку сердца и анафилаксию. Арахисовая аллергия является наиболее распространенной причиной анафилаксии после приема пищевых продуктов.
Аллергия на арахис встречается у 0,6 % американцев.

## Статистика
По данным из Канады, Австралии и Великобритании на конец 1990-х годов, аллергия на арахис наблюдалась примерно у 1% детей. По данным на 1997 год, в США и Великобритании участились случаи аллергии, вызванной арахисом (в особенности — у детей), что вызывает серьёзные опасения эпидемиологов, поскольку продукты из арахиса и его производных очень широко распространены.
По данным Национального института аллергических и инфекционных заболеваний на 2008 год, распространённость аллергии на арахис в Соединённых Штатах составляет 0,6 %.
Одно исследование от 2001 года на базе 32 смертельных случаев, в которых было достаточно данных для установления аллергена, показало: в группе № 1 из 21 смертельного случая причиной стала аллергия на арахис у 14 человек (67 %), на орехи — у 7 человек (33 %); в группе № 2 из 11 смертельных случаев 6 человек (55 %), вероятно, погибли в связи с аллергией на арахис, 3 человека (27 %) — на орехи, 1 человек (9 %) — на молоко, 1 человек (9 %) — на рыбу. Автор делает вывод, что арахис и орехи вместе являются причиной >90 % смертельных случаев в данном исследовании.

## Критика
По мнению профессора Гарвардского университета Николаса Кристакиса, несмотря на серьёзность любого приступа аллергии, учащение случаев непереносимости арахиса и меры, принятые в ответ, похожи на элементы массового психогенного заболевания: истерические реакции непропорциональны уровню опасности.
Арахис и продукты на его основе являются основным оружием в борьбе против голода в африканских и других странах третьего мира. Врачи, занимающиеся борьбой с голодом и недоеданием, уже давно отметили полное отсутствие аллергии на арахис в этих странах.
Около 3,3 млн американцев утверждают, что имеют аллергию на орехи, 6,9 млн — на морепродукты. Тем не менее, серьёзные аллергические реакции на пищевые продукты вызывают только 2 тыс. госпитализаций в год (из более чем 30 млн госпитализаций по всей стране). И всего 150 человек (детей и взрослых) ежегодно умирают от всех пищевых аллергий вместе взятых.
В 2013 году постдокторант Управления научных исследований в области народонаселения школы Вудро Вильсона Миранда Уаггонер сообщила, что увеличение случаев самооценки аллергии, которая ранее считались редкой, не коррелирует с медицинскими данными, подтверждающими регистрацию случаев аллергии. Несмотря на то, что почти 1 % населения США указал, будто имеет аллергию на арахис, это не говорит о том, что они действительно имеют эту аллергию. Медицинский социолог Брандейского университета, специализирующийся на медикализации общества Питер Конрад прокомментировал исследование Уаггонер: «Эта статья помогает нам понять, как аллергия на арахис, относительно редкое расстройство, стала рассматриваться как явление общественного риска и даже как эпидемия детства. Иногда реакция общественности на заболевания может значительно опережать реальный потенциал риска для здоровья населения».
Убеждение, что осязание, обоняние, или просто близость к продуктам на основе арахиса может вызвать анафилактический шок, привело к спорным запретам на все арахисовые продукты в некоторых медицинских и школьных учреждениях США. Позже подобные реакции были отнесены к психогенным, рефлекторным и к предубеждениям, а не к настоящим химическим реакциям. В ходе слепого плацебо-контролируемого исследования подопытные не демонстрировали аллергическую реакцию на запах арахисового масла или на его близость.

## Арахис без аллергена
В 2007 году доктор Мохамед Ахмедна из Северо-Каролинского аграрно-технического университета разработал процесс производства безаллергенного арахиса. Первоначальное тестирование показало стопроцентную дезактивацию аллергенов в целых жареных ядрах; сыворотка крови аллергических по арахису лиц никак не отреагировала на обработку арахисом. Продовольственные компании выразили заинтересованность в лицензировании процесса производства, который как будто не ухудшает вкус и качество обработанного арахиса, и даже приводит к более лёгкой обработке в качестве ингредиента в продуктах питания.

## Симптомы
Симптомы аллергии на арахис связаны с действием иммуноглобулина Е и других анафилатоксинов, выделением гистамина и других медиаторов из тучных клеток. Гистамин индуцирует расширение артериол и сужение бронхиол в легких, приводящих к бронхоспазму. Были описаны по меньшей мере 11 аллергенов арахиса.

## Причины
Точная причина появления аллергии на арахис неизвестна. В 2003 году исследование не подтвердило действие арахиса во время беременности или во время кормления грудью. В исследовании не найдена положительная корреляция между количеством времени, когда ребёнок находится на грудном вскармливании, и шансов, что ребёнок получит аллергию на арахис. Исследование также показало, что воздействие соевого молока или соевых продуктов положительно коррелирует с аллергией на арахис. Однако анализ большой группы в Австралии не выявил связи с потреблением соевого молока и показал, что видимость любой связи возникает, вероятно, из-за предпочтения к использованию соевого молока среди семей с аллергией на молоко. Исследования показали, что нанесение лосьонов, содержащих арахисовое масло, на воспаленную кожу может привести к сенсибилизации арахиса и появлению аллергии у детей.
Британское исследование показало, что отказ от арахиса в младенчестве снижает риск того, что ребёнок будет иметь аллергию на арахис. Американская академия педиатрии в ответ на текущие исследования, не показавшие снижение риска атопического заболевания, отменила свои рекомендации для задержания появления арахиса в рационе и не нашла оснований для того, чтобы избегать арахиса во время беременности или в период кормления грудью. В исследовании, проведенном совместно в Израиле и Великобритании отметили почти десятикратное увеличение аллергии на арахис среди британских детей по сравнению с израильскими детьми. Исследование также показало, что израильские дети потребляли арахис в более раннем возрасте, чем их британские сверстники, родители которых задерживали потребление арахиса по рекомендации британских педиатров. Детские ассоциации в Великобритании и Австралии рекомендуют задерживать введение до 3 лет и не меняют рекомендации, данные в 2009 году.
Потребление арахиса беременными женщинами без аллергии на арахис привело к уменьшению вероятности того, что их дети будут иметь аллергию на арахис. Исследователи обнаружили, что дети, чьи матери ели арахис по крайней мере пять раз в месяц, имели на 69 % меньше шансов на развитие аллергии на арахис, чем те, чьи матери редко ели арахис.

## Лечение
Аллерген-специфическая оральная иммунотерапия AR101 успешно прошла клинические исследования III фазы. Исследование экспериментальной терапии было основано на регулярном приеме последовательно повышающихся доз белка арахиса в течение 22 недель. В исследовании приняли участие 500 детей. После периода повышения дозы пациенты получали AR101 или плацебо на протяжении 12 месяцев. Результатом исследования стало то, что две трети участников из группы активного лечения были не восприимчивы к белку арахиса в дозе 600 мг (2 боба арахиса или небольшой кусочек хлеба с арахисовым маслом). Таким образом, препарат позволяет избежать развития аллергической реакции после намеренного или ошибочного употребления. Однако препарат обладает невысоким профилем безопасности, в ходе исследования 20 % пациентов выбыли из испытания из-за развития серьёзных нежелательных явлений.